# Сто рублів (олімпійська банкнота)

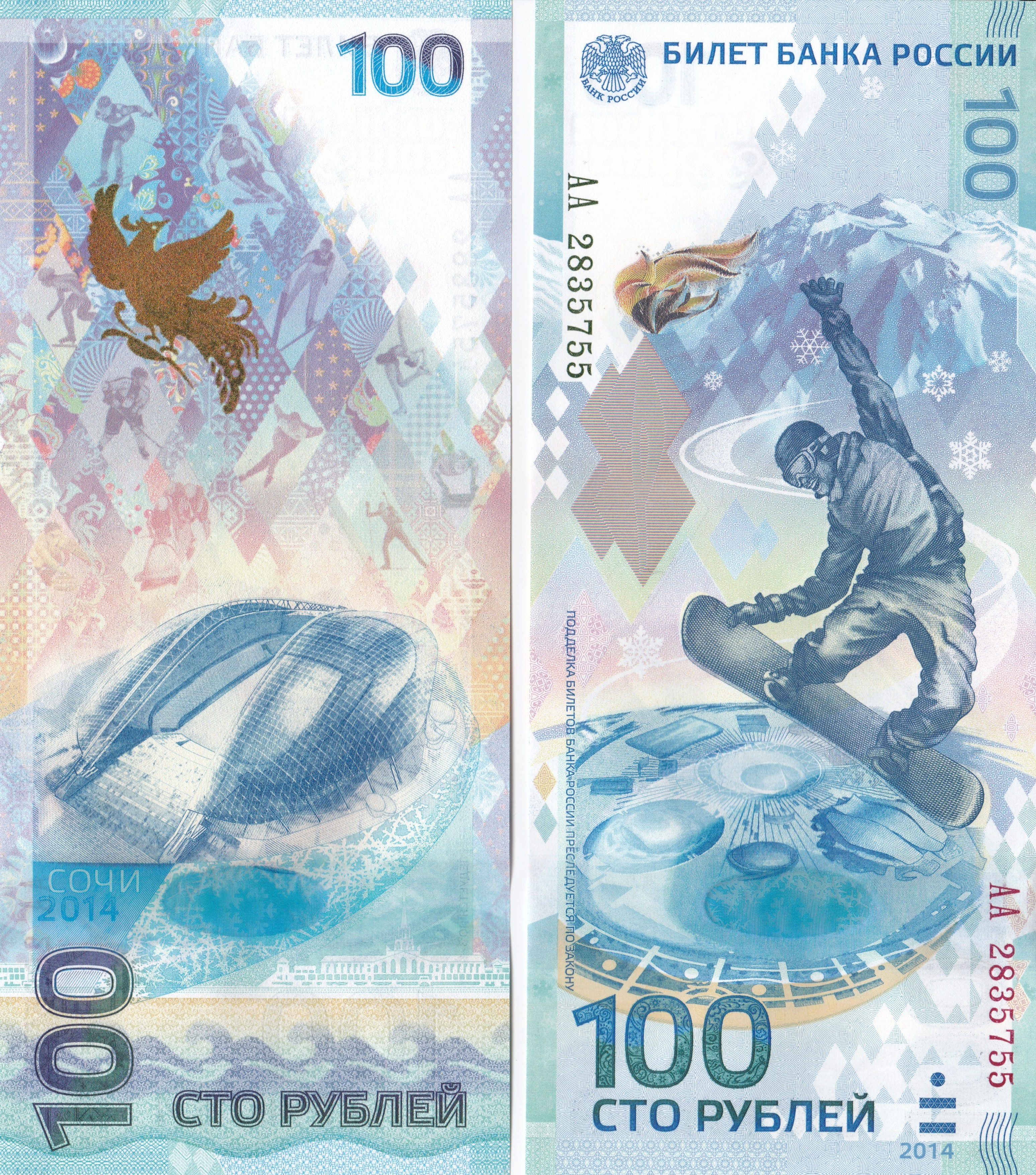
Пам'ятна банкнота, присвячена XXII Зимових Олімпійськими ігор і XI Зимових Паралімпійських ігор 2014 року в Сочі

Олімпійська банкнота 100 рублів (рос. Олимпи́йская банкно́та 100 рублей) — пам'ятна банкнота, випущена Банком Росії 30 жовтня 2013 року, присвячена XXII Олімпійським зимовим іграм і XI Паралімпійським зимовим іграм 2014 року в Сочі. Загальний тираж банкноти складе 20 млн примірників. Перша російська вертикально орієнтована банкнота.

## Історія створення і опис
Вперше про плани випуску пам'ятної банкноти Банком Росії стало відомо в 2009 році. Це повинна була стати банкнота одного з ходових номіналів — 50, 100 або 500 рублів. Раніше Банком Росії ще жодного разу не випускалися пам'ятні банкноти. В кінці 2011 року був визначений номінал майбутньої банкноти — 100 рублів і термін її виходу — за 100 днів до початку Олімпіади. У конкурсі на оформлення малюнка банкноти брало участь 12 студентів Інституту імені І. Ю. Рєпіна при Академії мистецтв. Зрештою був обраний ескіз Павла Бушуєва із зображенням ширяючого сноубордиста.
Вперше зображення майбутньої банкноти було представлено 12 березня 2013 року.
Банкнота стала другою в світі, присвячена Олімпійським іграм, після банкноти 10 юанів, випущеної до Олімпійських ігор 2008 року в Пекіні. Частина тиражу буде випущена в подарунковій упаковці.
Банкнота випущена в обіг в 2013-му році, але на аверсі та реверсі банкноти зазначено рік проведення ігор — 2014-й.
| Серія 2014 року | Серія 2014 року | Серія 2014 року  | Серія 2014 року | Серія 2014 року                      | Серія 2014 року | Серія 2014 року | Серія 2014 року                                 | Серія 2014 року                 | Серія 2014 року |
| Зображення      | Зображення      | Номінал (рублів) | Розміри (мм)    | Папір                                | Основний колір  | Ступеня захисту | Опис                                            | Опис                            | Дата виходу     |
| Аверс           | Реверс          | Номінал (рублів) | Розміри (мм)    | Папір                                | Основний колір  | Ступеня захисту | Аверс                                           | Реверс                          | Дата виходу     |
| --------------- | --------------- | ---------------- | --------------- | ------------------------------------ | --------------- | --- | ----------------------------------------------- | ------------------------------- | --------------- |
|                 |                 | 100              | 150x65          | Високоякісний білий бавовняний папір | Синьо-блакитний | Полімерна стрічка з прозорим «вікном», в якому видно сніжинки, водяний знак з логотипом Олімпіади, мікротекст, микрорисунки, приховане багатобарвне зображення, голограма | Сноубордист на тлі олімпійських об'єктів в Сочі | Олімпійський стадіон, жар-птиця | 30 жовтня 2013  |

## Проблеми з прийомом банкоматами
Відразу ж після випуску повідомлялося, що всі банкомати Росії не зможуть прийняти нову банкноту протягом місяця з технічних причин, оскільки виробник банкоматного обладнання NCR не отримав її шаблони для прийому від Банку Росії.
Основне вкидання купюр на ринок повинне було відбутися безпосередньо перед Олімпійськими іграми, коли всі банкомати вже будуть в змозі пізнати купюру.

## Звинувачення в порушенні авторських прав
Після випуску банкноти у фотобанку на сайті SXC.hu була знайдена фотографія сноубордиста, датована 2005 роком, дуже схожа на зображення на банкноті, і творців банкноти звинуватили в плагіаті. Однак оригінальний малюнок Павла Бушуєва, за яким створювалася банкнота, зовні відрізняється від виявленої фотографії. За словами Бушуєва, його малюнок він малював сам, а доопрацьовану версію створили в Держзнаку, використавши його малюнок тільки як ідею.
У Держзнаку звинувачення в плагіаті назвали смішними, пояснивши, що на купюрі сноубордист повернутий вправо, а на фотографії — вліво. Крім того, при створенні купюри мала місце спеціальна фотосесія, де людина фотографувалася з різних ракурсів.
За словами представника Держзнаку, художник Сергій Козлов, який розробляв дизайн банкноти, міг при її створенні використовувати одну з фотографій в мережі, що є нормою при створенні банкнот, і обробив її, розгорнувши зображення в більш правильне положення.